# Pleasant Plains (New Jersey)
Pleasant Plains – jednostka osadnicza w Stanach Zjednoczonych, w stanie New Jersey, w hrabstwie Somerset.